# Tadeusz Czeżowski

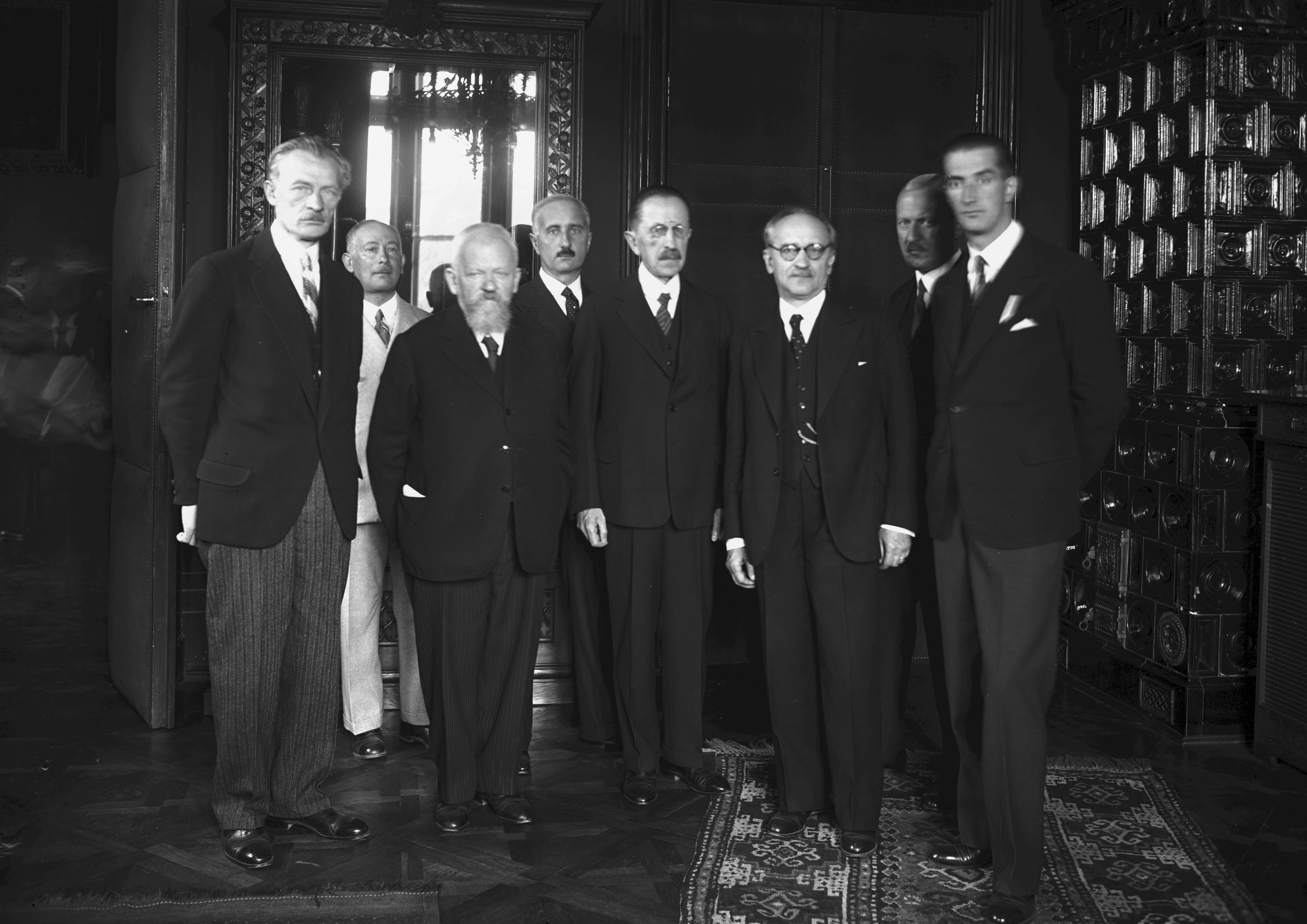
III Zjazd Filozofów w Krakowie 24 września 1936. Od lewej: Zygmunt Zawirski, NN, Witold Rubczyński, Władysław Tatarkiewicz, Tadeusz Garbowski, Jan Łukasiewicz, Tadeusz Czeżowski, sekretarz zjazdu Marian Heitzman

Tadeusz Hipolit Czeżowski (ur. 26 lipca 1889 w Wiedniu, zm. 28 lutego 1981 w Toruniu) – polski filozof, logik, etyk i Sprawiedliwy wśród Narodów Świata.

## Życiorys
Syn prawnika Jana Adama Czeżowskiego i  Heleny z domu Kuschée. W 1907 zdał maturę z odznaczeniem w C. K. Gimnazjum im. Franciszka Józefa we Lwowie. Podjął studia z matematyki, fizyki i filozofii na Uniwersytecie Lwowskim. Wykładowcami Czeżowskiego byli:
- matematyka – Józef Puzyna i zastępczo profesor astronomii Marcin Ernst, później Wacław Sierpiński
- fizyki – Ignacy Zakrzewski i Marian Smoluchowski,
- filozofii – profesorowie Kazimierz Twardowski i Mścisław Wartenberg oraz docenci Władysław Witwicki i Jan Łukasiewicz.

Poznał się w tym czasie z Tadeuszem Kotarbińskim. W 1912 złożył egzamin nauczycielski z matematyki i fizyki, w 1914 egzamin doktorski z filozofii i matematyki. Po odbyciu rocznej praktyki nauczycielskiej w C. K. VI Gimnazjum we Lwowie pod kierunkiem profesora Karola Czajkowskiego (matematyka i fizyka) oraz Macieja Rataja (propedeutyka filozofii) został nauczycielem w tym gimnazjum. W latach 1915–1918 był kierownikiem kancelarii uniwersyteckiej podczas rektorowania Kazimierza Twardowskiego. W 1918 został powołany do pracy w Ministerstwie Wyznań Religijnych i Oświecenia Publicznego w Warszawie jako radca ministerialny. Pełnił także funkcję kierownika Departamentu Nauki i Szkół Wyższych. Od jesieni 1919 do kwietnia 1920 r. był oddelegowany do zorganizowania administracji na wskrzeszonym Uniwersytecie w Wilnie. W czasie wojny polsko-bolszewickiej brał udział w walkach, za co został odznaczony Krzyżem Walecznych. W 1920 habilitował się na Uniwersytecie Jana Kazimierza we Lwowie, a w 1923 został mianowany profesorem nadzwyczajnym filozofii w Uniwersytecie Stefana Batorego w Wilnie. W latach 1933–1935 był prorektorem, w latach 1935–1937 dziekanem i w 1938 prodziekanem Wydziału Humanistycznego.
Wojnę i okupację przetrwał szczęśliwie w Wilnie. Formalnie zakończył pracę na Uniwersytecie w momencie jego zamknięcia przez Litwinów 15 grudnia 1939 r. Jednak polski uniwersytet kontynuował działalność w podziemiu: obradował senat, zorganizowano pomoc koleżeńską dla pracowników i ich rodzin, prowadzono tajne nauczanie, organizowano egzaminy. USB był pierwszą wyższą uczelnią, która po klęsce wrześniowej rozpoczęła tajne nauczanie. Czeżowski prowadził potajemne wykłady i egzaminował studentów. Aresztowany przez litewską policję bezpieczeństwa Saugumę 16 września 1943 roku, jako jeden ze stu polskich zakładników po zabójstwie policjanta litewskiego i agenta Saugumy Marianasa Padabasa, ale kiedy wyjaśniło się, że Padabas nie został zastrzelony przez Kedyw AK, ale w pijackiej kłótni przez innego policjanta, Czeżowski został po dwóch tygodniach zwolniony. Niestety 10 zakładników w międzyczasie Litwini rozstrzelali (m.in. profesorów uniwersytetu: profesora medycyny Kazimierza Pelczara i profesora prawa Mieczysława Witolda Gutkowskiego). Wydarzenie to opisuje Czeżowski w swoich wspomnieniach.
Po utworzeniu w Wilnie getta razem z żoną i córką przemycał żywność dla uwięzionych Żydów. W trakcie wojny ukrywał w swoim mieszkaniu 8 osób pochodzenia żydowskiego – uciekinierów z getta, a następnie dzięki fałszywym dokumentom pomógł im wydostać się z Wilna. W kwietniu 1963 roku otrzymał za to wraz z żoną Antoniną i córką Teresą medal Sprawiedliwy wśród Narodów Świata.
Po wojnie Tadeusz Czeżowski został przesiedlony do Torunia. Uczestniczył w pracach organizacyjnych nowego uniwersytetu, UMK, na którym wykładał aż do przejścia na emeryturę w 1960.
W 1979 roku Uniwersytet Mikołaja Kopernika przyznał mu tytuł doktora honoris causa.

## Filozofia

### Etyka jako nauka empiryczna
Czeżowski bronił obiektywizmu i absolutyzmu etycznego. Uważał, że możliwe jest skonstruowanie etyki jako nauki empirycznej, która składa się ze zmiennych jednostkowych sądów o wartościach, analogicznych do sądów spostrzeżeniowych oraz zbudowanych na nich zasadach – kryteriach etycznych. Oceny są zdaniami w sensie logicznym, kumulują wiedzę. Nade wszystko sądy o wartościach nie sprowadzają się do subiektywnych preferencji podmiotu wydającego ocenę – stanowią w pełni obiektywną, empiryczną, wiedzotwórczą deskrypcję, która jest intersubiektywnie komunikowalna i sprawdzalna. Wartości, podobnie jak istnienie, są transcendentaliami, a więc nie należy ich pojmować jako własności przedmiotów, ale jako sposoby bycia. Z punktu widzenia logiki transcendentalia nie występują w treści przedstawień. Stwierdza się je w zdaniach modalnych, np.: „prawdą jest, że...”, „dobrze jest, że...” itp.
Oceny jednostkowe odnoszące się do wartości mogą uzyskać różne stopnie oczywistości, w zależności od wprawy wydającego ocenę. Stanowi to po części uzasadnienie samych ocen, tak samo, jak sądy spostrzeżeniowe ukonstytuowane są na naoczności. Następnie te oczywiste oceny jednostkowe mogą być uogólnione – prowadzi to do sformułowania kryterium etycznego, czyli zasad etycznych. Kryteria etyczne, jako zdania ogólne, nie mają charakteru apriorycznego – są to hipotetyczne prawa empiryczne. Z tym podziałem wiążą się pewne problemy. Jak pisze Woleński:
Zwykle nie odróżnia się ocen jednostkowych i zasad ogólnych, a także przenosi się intuicyjność tych pierwszych na uogólnienia lub niepewność drugich na oceny jednostkowe. Tymczasem pytanie czy jakaś rzecz jest obiektywnie dobra ma taki sam charakter, jak pytanie, czy jest ona obiektywnie czerwona. Na to drugie pytanie inaczej odpowie realista, a inaczej idealista, ale nie ma to wpływu na teorię budowy barw.
Czeżowski w odróżnieniu od fenomenologów uważał, że to oceny są motywami dla uczuć, a nie odwrotnie (jak na przykład u Schelera). Oceny mogą być wydawane dzięki intuicjom, których stosowania można się nauczyć, a nawet można je doskonalić. Pewne wstępne oceny należy dalej empirycznie rozjaśniać, aby doprowadzić do sytuacji, w której w danej sytuacji mamy pewność, że dana ocena jest oczywista. Ponieważ oceny etyczne mają charakter kognitywny (przedmiotowy), etyka jest odrębną gałęzią wiedzy. Wartościom jako transcendetaliom przysługuje więc odmienny modus doświadczenia.

### Inne
Tadeusz Czeżowski prowadził pierwsze w Polsce seminarium na temat Traktatu logiczno-filozoficznego Ludwiga Wittgensteina. Kuzynami profesora od strony matki byli generałowie: Franciszek Kleeberg i Juliusz Kleeberg.

## Literatura
- Tadeusz Czeżowski (1889–1981). Dziedzictwo idei: logika, filozofia, etyka, red. W. Tyburski, R. Wiśniewski, Wydawnictwo UMK, Toruń 2002.